# 19e étape du Tour de France 2022
Pour un article plus général, voir Tour de France 2022.
La 19e étape du Tour de France 2022 se déroule le vendredi 22 juillet 2022 entre Castelnau-Magnoac (Hautes-Pyrénées) et Cahors (Lot), sur une distance de 188,3 kilomètres.

## Parcours
Pour la première fois ville de départ d'une étape du Tour, Castelnau-Magnoac (800 habitants) est une porte vers le département du Gers et le terroir de l'Astarac où se trouve la bastide de Masseube. Suivant alors la vallée du Gers jusqu'à Auch, la préfecture, les coureurs y disputent le sprint intermédiaire au km 38,4. Toujours le long du Gers survient Fleurance (qui fut 6 fois ville de départ ou d'arrivée de 1973 à 1983) puis Saint-Clar avant d'entrer en Tarn-et-Garonne à Auvillar où est traversée la Garonne et où débute une section plane de 35 km interrompue par la côte de la cité médiévale de Lauzerte (2 km à 6,2 %) classée en 4e catégorie au km 135,7. Déjà dans la province du Quercy, la course pénètre dans le Lot par Montcuq avant d'entreprendre la côte de Saint-Daunès (1,6 km à 6,3 %), dernière difficulté du jour en 4e catégorie au km 152,6. Il ne reste qu'à filer vers Cahors où se juge l'arrivée après 188,3 km de course.

## Déroulement de la course
Dès le départ de l'étape, un groupe de cinq coureurs s'échappent pour ne se retrouver plus qu'à deux à 50 kilomètres de l'arrivée : le Slovène Matej Mohorič et l'Américain Quinn Simmons. Le duo se fait reprendre à 35 kilomètres de l'arrivée alors qu'une cassure se produit au sein du peloton. 
Dans les derniers kilomètres, certains coureurs dont Alexis Gougeard ont tenté de désorganiser le peloton, sans succès. Alors qu'on s'attend à un sprint massif, Christophe Laporte s'extrait du peloton avant la flamme rouge et passe la ligne d'arrivée avec une seconde d'avance sur le Belge Jasper Philipsen.

## Résultats

### Classement de l'étape
| Classement de la 19e étape | Classement de la 19e étape | Classement de la 19e étape | Classement de la 19e étape | Classement de la 19e étape |
|                            | Coureur                    | Pays                       | Équipe                     | Temps                      |
| -------------------------- | -------------------------- | -------------------------- | -------------------------- | -------------------------- |
| 1er                        | Christophe Laporte         | France                     | Jumbo-Visma                | en 3 h 52 min 4 s          |
| 2e                         | Jasper Philipsen           | Belgique                   | Alpecin-Deceuninck         | + 1 s                      |
| 3e                         | Alberto Dainese            | Italie                     | Team DSM                   | + 1 s                      |
| 4e                         | Florian Sénéchal           | France                     | Quick-Step Alpha Vinyl     | + 1 s                      |
| 5e                         | Tadej Pogačar              | Slovénie                   | UAE Team Emirates          | + 1 s                      |
| 6e                         | Amaury Capiot              | Belgique                   | Arkéa-Samsic               | + 1 s                      |
| 7e                         | Dylan Groenewegen          | Pays-Bas                   | Team BikeExchange-Jayco    | + 1 s                      |
| 8e                         | Hugo Hofstetter            | France                     | Arkéa-Samsic               | + 1 s                      |
| 9e                         | Luka Mezgec                | Slovénie                   | Team BikeExchange-Jayco    | + 1 s                      |
| 10e                        | Caleb Ewan                 | Australie                  | Lotto-Soudal               | + 1 s                      |
| modifier                   |                            |                            |                            |                            |

### Bonifications en temps
|   | Coureur            | Pays     | Équipe             | Secondes |
| - | ------------------ | -------- | ------------------ | -------- |
| 1 | Christophe Laporte | France   | Jumbo-Visma        | 10 s     |
| 2 | Jasper Philipsen   | Belgique | Alpecin-Deceuninck | 6 s      |
| 3 | Alberto Dainese    | Italie   | Team DSM           | 4 s      |

### Points attribués
| Sprint intermédiaire Auch (km 38,4) | Sprint intermédiaire Auch (km 38,4) | Sprint intermédiaire Auch (km 38,4) | Sprint intermédiaire Auch (km 38,4) | Sprint intermédiaire Auch (km 38,4) |
| ----------------------------------- | ----------------------------------- | ----------------------------------- | ----------------------------------- | ----------------------------------- |
|                                     | Coureur                             | Pays                                | Équipe                              | Point(s)                            |
| 1er                                 | Quinn Simmons                       | États-Unis                          | Trek-Segafredo                      | 20                                  |
| 2e                                  | Nils Politt                         | Allemagne                           | Bora-Hansgrohe                      | 17                                  |
| 3e                                  | Taco van der Hoorn                  | Pays-Bas                            | Intermarché-Wanty-Gobert Matériaux  | 15                                  |
| 4e                                  | Mikkel Honoré                       | Danemark                            | Quick-Step Alpha Vinyl              | 13                                  |
| 5e                                  | Matej Mohorič                       | Slovénie                            | Bahrain Victorious                  | 11                                  |
| 6e                                  | Jasper Philipsen                    | Belgique                            | Alpecin-Deceuninck                  | 10                                  |
| 7e                                  | Wout van Aert                       | Belgique                            | Jumbo-Visma                         | 9                                   |
| 8e                                  | Christopher Juul Jensen             | Danemark                            | Team BikeExchange-Jayco             | 8                                   |
| 9e                                  | Guillaume Van Keirsbulck            | Belgique                            | Alpecin-Deceuninck                  | 7                                   |
| 10e                                 | Chris Hamilton                      | Australie                           | Team DSM                            | 6                                   |
| 11e                                 | Philippe Gilbert                    | Belgique                            | Lotto-Soudal                        | 5                                   |
| 12e                                 | Mathieu Burgaudeau                  | France                              | TotalEnergies                       | 4                                   |
| 13e                                 | Nathan Van Hooydonck                | Belgique                            | Jumbo-Visma                         | 3                                   |
| 14e                                 | Michael Storer                      | Australie                           | Groupama-FDJ                        | 2                                   |
| 15e                                 | Jonas Vingegaard                    | Danemark                            | Jumbo-Visma                         | 1                                   |
| modifier                            |                                     |                                     |                                     |                                     |

| Arrivée d'étape Cahors (km 188,3) | Arrivée d'étape Cahors (km 188,3) | Arrivée d'étape Cahors (km 188,3) | Arrivée d'étape Cahors (km 188,3)  | Arrivée d'étape Cahors (km 188,3) |
| --------------------------------- | --------------------------------- | --------------------------------- | ---------------------------------- | --------------------------------- |
|                                   | Coureur                           | Pays                              | Équipe                             | Point(s)                          |
| 1er                               | Christophe Laporte                | France                            | Jumbo-Visma                        | 50                                |
| 2e                                | Jasper Philipsen                  | Belgique                          | Alpecin-Deceuninck                 | 30                                |
| 3e                                | Alberto Dainese                   | Italie                            | Team DSM                           | 20                                |
| 4e                                | Florian Sénéchal                  | France                            | Quick-Step Alpha Vinyl             | 18                                |
| 5e                                | Tadej Pogačar                     | Slovénie                          | UAE Team Emirates                  | 16                                |
| 6e                                | Amaury Capiot                     | Belgique                          | Arkéa-Samsic                       | 14                                |
| 7e                                | Dylan Groenewegen                 | Pays-Bas                          | Team BikeExchange-Jayco            | 12                                |
| 8e                                | Hugo Hofstetter                   | France                            | Arkéa-Samsic                       | 10                                |
| 9e                                | Luka Mezgec                       | Slovénie                          | Team BikeExchange-Jayco            | 8                                 |
| 10e                               | Caleb Ewan                        | Australie                         | Lotto-Soudal                       | 7                                 |
| 11e                               | Alberto Bettiol                   | Italie                            | EF Education-EasyPost              | 6                                 |
| 12e                               | Aleksandr Vlasov                  | Bannière neutre                   | Bora-Hansgrohe                     | 5                                 |
| 13e                               | Jonas Vingegaard                  | Danemark                          | Jumbo-Visma                        | 4                                 |
| 14e                               | Geraint Thomas                    | Grande-Bretagne                   | Ineos Grenadiers                   | 3                                 |
| 15e                               | Alexander Kristoff                | Norvège                           | Intermarché-Wanty-Gobert Matériaux | 2                                 |
| modifier                          |                                   |                                   |                                    |                                   |

### Cols et côtes
| Côte de la cité médiévale de Lauzerte (km 135,7) 4e catégorie (2,0 km à 6,2 %) | Côte de la cité médiévale de Lauzerte (km 135,7) 4e catégorie (2,0 km à 6,2 %) | Côte de la cité médiévale de Lauzerte (km 135,7) 4e catégorie (2,0 km à 6,2 %) | Côte de la cité médiévale de Lauzerte (km 135,7) 4e catégorie (2,0 km à 6,2 %) | Côte de la cité médiévale de Lauzerte (km 135,7) 4e catégorie (2,0 km à 6,2 %) |
| ------------------------------------------------------------------------------ | ------------------------------------------------------------------------------ | ------------------------------------------------------------------------------ | ------------------------------------------------------------------------------ | ------------------------------------------------------------------------------ |
|                                                                                | Coureur                                                                        | Pays                                                                           | Équipe                                                                         | Point(s)                                                                       |
| 1er                                                                            | Matej Mohorič                                                                  | Slovénie                                                                       | Bahrain Victorious                                                             | 1                                                                              |
| modifier                                                                       |                                                                                |                                                                                |                                                                                |                                                                                |

| Côte de Saint-Daunès (km 152,6) 4e catégorie (1,6 km à 6,3 %) | Côte de Saint-Daunès (km 152,6) 4e catégorie (1,6 km à 6,3 %) | Côte de Saint-Daunès (km 152,6) 4e catégorie (1,6 km à 6,3 %) | Côte de Saint-Daunès (km 152,6) 4e catégorie (1,6 km à 6,3 %) | Côte de Saint-Daunès (km 152,6) 4e catégorie (1,6 km à 6,3 %) |
| ------------------------------------------------------------- | ------------------------------------------------------------- | ------------------------------------------------------------- | ------------------------------------------------------------- | ------------------------------------------------------------- |
|                                                               | Coureur                                                       | Pays                                                          | Équipe                                                        | Point(s)                                                      |
| 1er                                                           | Quinn Simmons                                                 | États-Unis                                                    | Trek-Segafredo                                                | 1                                                             |
| modifier                                                      |                                                               |                                                               |                                                               |                                                               |

### Prix de la combativité
- Quinn Simmons (Trek-Segafredo)

## Classements à l'issue de l'étape

### Classement général
| Classement général | Classement général | Classement général | Classement général                 | Classement général  |
|                    | Coureur            | Pays               | Équipe                             | Temps               |
| ------------------ | ------------------ | ------------------ | ---------------------------------- | ------------------- |
| 1er                | Jonas Vingegaard   | Danemark           | Jumbo-Visma                        | en 75 h 45 min 39 s |
| 2e                 | Tadej Pogačar      | Slovénie           | UAE Team Emirates                  | + 3 min 26 s        |
| 3e                 | Geraint Thomas     | Grande-Bretagne    | Ineos Grenadiers                   | + 8 min 0 s         |
| 4e                 | David Gaudu        | France             | Groupama-FDJ                       | + 11 min 5 s        |
| 5e                 | Nairo Quintana     | Colombie           | Arkéa-Samsic                       | + 13 min 35 s       |
| 6e                 | Louis Meintjes     | Afrique du Sud     | Intermarché-Wanty-Gobert Matériaux | + 13 min 43 s       |
| 7e                 | Aleksandr Vlasov   | Bannière neutre    | Bora-Hansgrohe                     | + 14 min 10 s       |
| 8e                 | Romain Bardet      | France             | Team DSM                           | + 16 min 11 s       |
| 9e                 | Alexey Lutsenko    | Kazakhstan         | Astana Qazaqstan                   | + 20 min 29 s       |
| 10e                | Adam Yates         | Grande-Bretagne    | Ineos Grenadiers                   | + 20 min 37 s       |
| modifier           |                    |                    |                                    |                     |

| Classement par points | Classement par points | Classement par points | Classement par points   | Classement par points |
| --------------------- | --------------------- | --------------------- | ----------------------- | --------------------- |
|                       | Coureur               | Pays                  | Équipe                  | Point(s)              |
| 1er                   | Wout van Aert         | Belgique              | Jumbo-Visma             | 460 points            |
| 2e                    | Jasper Philipsen      | Belgique              | Alpecin-Deceuninck      | 236 pts               |
| 3e                    | Tadej Pogačar         | Slovénie              | UAE Team Emirates       | 235 pts               |
| 4e                    | Christophe Laporte    | France                | Jumbo-Visma             | 171 pts               |
| 5e                    | Mads Pedersen         | Danemark              | Trek-Segafredo          | 158 pts               |
| 6e                    | Fabio Jakobsen        | Pays-Bas              | Quick-Step Alpha Vinyl  | 155 pts               |
| 7e                    | Jonas Vingegaard      | Danemark              | Jumbo-Visma             | 140 pts               |
| 8e                    | Michael Matthews      | Australie             | Team BikeExchange-Jayco | 133 pts               |
| 9e                    | Peter Sagan           | Slovaquie             | TotalEnergies           | 104 pts               |
| 10e                   | Dylan Groenewegen     | Pays-Bas              | Team BikeExchange-Jayco | 86 pts                |
| modifier              |                       |                       |                         |                       |

| Classement du meilleur grimpeur | Classement du meilleur grimpeur | Classement du meilleur grimpeur | Classement du meilleur grimpeur    | Classement du meilleur grimpeur |
| ------------------------------- | ------------------------------- | ------------------------------- | ---------------------------------- | ------------------------------- |
|                                 | Coureur                         | Pays                            | Équipe                             | Point(s)                        |
| 1er                             | Jonas Vingegaard                | Danemark                        | Jumbo-Visma                        | 72 points                       |
| 2e                              | Simon Geschke                   | Allemagne                       | Cofidis                            | 64 pts                          |
| 3e                              | Giulio Ciccone                  | Italie                          | Trek-Segafredo                     | 61 pts                          |
| 4e                              | Tadej Pogačar                   | Slovénie                        | UAE Team Emirates                  | 61 pts                          |
| 5e                              | Wout van Aert                   | Belgique                        | Jumbo-Visma                        | 59 pts                          |
| 6e                              | Thibaut Pinot                   | France                          | Groupama-FDJ                       | 52 pts                          |
| 7e                              | Louis Meintjes                  | Afrique du Sud                  | Intermarché-Wanty-Gobert Matériaux | 39 pts                          |
| 8e                              | Neilson Powless                 | États-Unis                      | EF Education-EasyPost              | 37 pts                          |
| 9e                              | Pierre Latour                   | France                          | TotalEnergies                      | 35 pts                          |
| 10e                             | Geraint Thomas                  | Grande-Bretagne                 | Ineos Grenadiers                   | 32 pts                          |
| modifier                        |                                 |                                 |                                    |                                 |

| Classement général du meilleur jeune | Classement général du meilleur jeune | Classement général du meilleur jeune | Classement général du meilleur jeune | Classement général du meilleur jeune |
|                                      | Coureur                              | Pays                                 | Équipe                               | Temps                                |
| ------------------------------------ | ------------------------------------ | ------------------------------------ | ------------------------------------ | ------------------------------------ |
| 1er                                  | Tadej Pogačar                        | Slovénie                             | UAE Team Emirates                    | en 75 h 49 min 5 s                   |
| 2e                                   | Tom Pidcock                          | Grande-Bretagne                      | Ineos Grenadiers                     | + 51 min 26 s                        |
| 3e                                   | Brandon McNulty                      | États-Unis                           | UAE Team Emirates                    | + 1 h 22 min 39 s                    |
| 4e                                   | Matteo Jorgenson                     | États-Unis                           | Movistar                             | + 1 h 28 min 20 s                    |
| 5e                                   | Andreas Leknessund                   | Norvège                              | Team DSM                             | + 1 h 52 min 19 s                    |
| 6e                                   | Michael Storer                       | Australie                            | Groupama-FDJ                         | + 2 h 15 min 22 s                    |
| 7e                                   | Georg Zimmermann                     | Allemagne                            | Intermarché-Wanty-Gobert Matériaux   | + 2 h 30 min 37 s                    |
| 8e                                   | Kevin Geniets                        | Luxembourg                           | Groupama-FDJ                         | + 2 h 41 min 51 s                    |
| 9e                                   | Fred Wright                          | Grande-Bretagne                      | Bahrain Victorious                   | + 3 h 0 min 20 s                     |
| 10e                                  | Quinn Simmons                        | États-Unis                           | Trek-Segafredo                       | + 3 h 19 min 9 s                     |
| modifier                             |                                      |                                      |                                      |                                      |

| Classement par équipes | Classement par équipes | Classement par équipes | Classement par équipes |
|                        | Équipe                 | Pays                   | Temps                  |
| ---------------------- | ---------------------- | ---------------------- | ---------------------- |
| 1re                    | Ineos Grenadiers       | Grande-Bretagne        | en 227 h 39 min 23 s   |
| 2e                     | Groupama-FDJ           | France                 | + 32 min 37 s          |
| 3e                     | Jumbo-Visma            | Pays-Bas               | + 42 min 16 s          |
| 4e                     | Bora-Hansgrohe         | Allemagne              | + 1 h 45 min 33 s      |
| 5e                     | Movistar               | Espagne                | + 2 h 0 min 51 s       |
| 6e                     | UAE Team Emirates      | Émirats arabes unis    | + 2 h 11 min 58 s      |
| 7e                     | Bahrain Victorious     | Bahreïn                | + 2 h 55 min 55 s      |
| 8e                     | Team DSM               | Pays-Bas               | + 3 h 18 min 51 s      |
| 9e                     | Israel-Premier Tech    | Israël                 | + 3 h 48 min 11 s      |
| 10e                    | Arkéa-Samsic           | France                 | + 3 h 49 min 10 s      |
| modifier               |                        |                        |                        |

## Abandons
Un coureur quitte le Tour lors de cette étape :
- Enric Mas (Movistar) : non partant, test positif au Covid-19[4]